# FC Twente in het seizoen 2020/21 (mannen)
Het seizoen 2020/21 is het 56e jaar in het bestaan van de Enschedese voetbalclub FC Twente.
Na het kampioenschap in de Eerste divisie in het seizoen 2018/19 en een veertiende plaats in de Eredivisie in het door de coronacrisis afgebroken seizoen 2019/20, komt Twente dit jaar opnieuw uit in de Eredivisie. Daarnaast neemt zij deel aan het toernooi om de KNVB Beker.
Het beloftenelftal Jong FC Twente is met ingang van dit seizoen opgeheven en vervangen door een Onder 21-team dat deel uitmaakt van de FC Twente / Heracles Academie.

## Voorbereiding
De contracten met technisch directeur Ted van Leeuwen en trainer Gonzalo García García werden niet verlengd. Zij werden vervangen door respectievelijk Jan Streuer en Ron Jans. Jans wordt dit seizoen geassisteerd door Andries Ulderink en Ivar van Dinteren.
Van de spelersgroep verdwenen Paul Verhaegh, Peet Bijen, Tim Hölscher, Javier Espinosa, Aitor Cantalapiedra, Haris Vučkić en Emil Berggreen wegens een aflopend contract. Calvin Verdonk, José Matos, Joel Latibeaudiere, Oriol Busquets en Rafik Zekhnini hadden een aflopend huurcontract. Keito Nakamura was weliswaar voor twee jaar gehuurd, maar kon niet aarden bij Twente en vertrok naar het Belgisch Sint-Truidense VV. Van Wout Brama en Jeffrey de Lange werden de contracten met een jaar verlengd.
De eerste aangetrokken speler was Gijs Smal van FC Volendam. Hij tekende voor drie jaar. Václav Černý (FC Utrecht), Nathan Markelo (Everton FC), Kik Pierie en Danilo (AFC Ajax), Lazaros Lamprou (PAOK Saloniki), Alexander Jeremejeff (Dynamo Dresden), Tyronne Ebuehi (Benfica) werden gehuurd. Dario Đumić tekende een contract voor twee jaar. Vanuit Jong FC Twente werden Ennio van der Gouw, Jesse Bosch en Ramiz Zerrouki doorgeschoven naar de eerste selectie. Jayden Oosterwolde kwam vanuit de voetbalacademie FC Twente.

## Selectie en technische staf

### Eerste selectie
Keepers

16. Joël Drommel

22. Jeffrey de Lange

30. Ennio van der Gouw

Verdediging

3. Xandro Schenk *

4. Julio Pleguezuelo

5. Gijs Smal

15. Kik Pierie

17. Jayden Oosterwolde

23. Tyronne Ebuehi

24. Nathan Markelo

35. Mees Hilgers ****

40. Casper Staring ****

43. Dario Đumić

Middenveld

6. Wout Brama 

8. Luka Ilić

18. Lindon Selahi **

19. Ramiz Zerrouki

20. Godfried Roemeratoe

32. Jesse Bosch

38. Max Bruns ****

Aanval

7. Václav Černý

9. Danilo

10. Lazaros Lamprou **

10. Issah Abass ***

11. Queensy Menig

14. Alexander Jeremejeff **

21. Halil Dervişoğlu **

25. Luciano Narsingh ***

37. Thijs van Leeuwen ****

39. Daan Rots ****
Mutaties in het seizoen

* Schenk vertrok per 1 oktober 2020 naar Al-Batin FC

** Selahi, Lamprou, Jeremejeff en Dervişoğlu vertrokken in de winterstop

*** Abass en Narsingh werden in de winterstop gehuurd

**** Hilgers, Staring, Bruns, Van Leeuwen en Rots werden in de loop van het seizoen overgeheveld vanuit de FC Twente / Heracles Academie

### Technische staf
- Ron Jans (hoofdtrainer)
- Andries Ulderink (assistent-trainer)
- Ivar van Dinteren (assistent-trainer)
- Sander Boschker (keeperstrainer)
- Jan Streuer (technisch directeur)

## Wedstrijdstatistieken

### Eredivisie
| |                                                                           |                                     |                                                                     | |
| 1e speelronde | FC Twente                                                                 | 2 - 0 (1 - 0)                       | Fortuna Sittard                                                     | Selectie FC Twente: |
| za. 12 september 2020 Aanvangstijd: 21:00 uur Plaats: Enschede De Grolsch Veste Toeschouwers: 8.000 Scheidsrechter: Allard Lindhout | Queensy Menig 10' Danilo (p.) 51'                                         | 1 - 0 2 - 0                         |                                                                     | BASISOPSTELLING: Drommel - Ebuehi, Pleguezuelo, Schenk, Oosterwolde - Brama , Bosch, Roemeratoe - Černý, Danilo, Menig RESERVEBANK: De Lange, Van der Gouw, Markelo, Đumić, Staring, Smal, Zerrouki, Van Leeuwen, Jeremejeff, Lamprou WISSELS: 63' Jeremejeff - Danilo 74' Lamprou - Černý 75' Van Leeuwen - Menig 75' Markelo - Ebuehi 90' Zerrouki - Bosch TRAINER: Ron Jans |
| - Gele kaarten: Menig (67') - Assists: Oosterwolde - Ebuehi, Oosterwolde, Černý, Danilo, Jeremejeff, Lamprou, Van Leeuwen en Markelo maakten hun debuut voor FC Twente.                                                                                            |                                                                           |                                     |                                                                     | |
| 2e speelronde | Feyenoord                                                                 | 1 - 1 (1 - 1)                       | FC Twente                                                           | Selectie FC Twente: |
| zo. 20 september 2020 Aanvangstijd: 14:30 uur Plaats: Rotterdam Stadion Feijenoord Toeschouwers: 13.000 Scheidsrechter: Pol van Boekel | Steven Berghuis (p.) 29'                                                  | 0 - 1 1 - 1                         | 2' Václav Černý                                                     | |
| - Gele kaarten: Zerrouki (18'), Oosterwolde (28') - Assists: Danilo - Joël Drommel stopte in de 28e minuut een strafschop van Steven Berghuis. Doordat direct daarop een nieuwe overtreding werd gemaakt, kreeg Feyenoord in de 29e minuut opnieuw een strafschop. |                                                                           |                                     |                                                                     | |
| 3e speelronde | FC Twente                                                                 | 3 - 1 (2 - 0)                       | FC Groningen                                                        | Selectie FC Twente: |
| vrij. 25 september 2020 Aanvangstijd: 20:00 uur Plaats: Enschede De Grolsch Veste Toeschouwers: 8.000 Scheidsrechter: Sander van der Eijk | Václav Černý 22' Danilo 37' Alexander Jeremejeff 88'                      | 1 - 0 2 - 0 2 - 1 3 - 1             | 52' Ahmed El Messaoudi                                              | |
| - Gele kaarten: – - Assists: Danilo, Černý, Smal - Smal en Đumić maakten hun debuut voor FC Twente. |                                                                           |                                     |                                                                     | |
| 4e speelronde | FC Twente                                                                 | 1 - 1 (0 - 0)                       | FC Emmen                                                            | Selectie FC Twente: |
| za. 3 oktober 2020 Aanvangstijd: 21:00 uur Plaats: Enschede De Grolsch Veste Toeschouwers: 0 Scheidsrechter: Siemen Mulder | Václav Černý 48'                                                          | 1 - 0 1 - 1                         | 65' Michael de Leeuw                                                | |
| - Gele kaarten: Černý (45') - Assists: Zerrouki - Pierie maakte zijn debuut voor FC Twente. |                                                                           |                                     |                                                                     | |
| 5e speelronde | Willem II                                                                 | 0 - 3 (0 - 1)                       | FC Twente                                                           | Selectie FC Twente: |
| za. 17 oktober 2020 Aanvangstijd: 21:00 uur Plaats: Tilburg Koning Willem II Stadion Toeschouwers: 0 Scheidsrechter: Dennis Higler |                                                                           | 0 - 1 0 - 2 0 - 3                   | 2' Danilo 48' Jayden Oosterwolde 62' Danilo                         | |
| - Gele kaarten: Lamprou (83') - Assists: Černý, Danilo - Danilo miste in de 62e minuut een strafschop, maar scoorde alsnog in de rebound. |                                                                           |                                     |                                                                     | |
| 6e speelronde | FC Utrecht                                                                | 2 - 1 (1 - 1)                       | FC Twente                                                           | Selectie FC Twente: |
| za. 24 oktober 2020 Aanvangstijd: 18:45 uur Plaats: Utrecht Stadion Galgenwaard Toeschouwers: 0 Scheidsrechter: Kevin Blom | Bart Ramselaar 43' Sander van de Streek 47'                               | 0 - 1 1 - 1 2 - 1                   | 1' Danilo                                                           | |
| - Gele kaarten: Oosterwolde (18'), Ebuehi (32'), Bosch (55'), Pleguezuelo (57') - Assists: Černý |                                                                           |                                     |                                                                     | |
| 7e speelronde | FC Twente                                                                 | 5 - 1 (3 - 0)                       | PEC Zwolle                                                          | Selectie FC Twente: |
| za. 31 oktober 2020 Aanvangstijd: 18:45 uur Plaats: Enschede De Grolsch Veste Toeschouwers: 0 Scheidsrechter: Serdar Gözübüyük | Queensy Menig 5' Danilo 29' Wout Brama 33' Václav Černý 51' Luka Ilić 84' | 1 - 0 2 - 0 3 - 0 4 - 0 4 - 1 5 - 1 | 74' Eliano Reijnders                                                | |
| - Gele kaarten: Pierie (47') - Assists: Černý, Danilo, Ebuehi |                                                                           |                                     |                                                                     | |
| 8e speelronde | ADO Den Haag                                                              | 2 - 4 (0 - 1)                       | FC Twente                                                           | Selectie FC Twente: |
| za. 7 november 2020 Aanvangstijd: 16:30 uur Plaats: Den Haag Cars Jeans Stadion Toeschouwers: 0 Scheidsrechter: Rob Dieperink | Julio Pleguezuelo (ed) 76' Samy Bourard 86'                               | 0 - 1 0 - 2 1 - 2 2 - 2 2 - 3 2 - 4 | 41' Queensy Menig 59' Danilo 88' Danilo 90' Thijs van Leeuwen       | |
| - Gele kaarten: Oosterwolde (80') - Assists: Černý, Ilić |                                                                           |                                     |                                                                     | |
| 9e speelronde | FC Twente                                                                 | 1 - 1 (0 - 1)                       | PSV                                                                 | Selectie FC Twente: |
| zo. 22 november 2020 Aanvangstijd: 16:45 uur Plaats: Enschede De Grolsch Veste Toeschouwers: 0 Scheidsrechter: Pol van Boekel | Danilo (p) 63'                                                            | 0 - 1 1 - 1                         | 8' Donyell Malen                                                    | |
| - Gele kaarten: Pleguezuelo (68') - Assists: – - In de 44e minuut stopte FC Twente-doelman Drommel een strafschop van Eran Zahavi. |                                                                           |                                     |                                                                     | |
| 10e speelronde | FC Twente                                                                 | 0 - 2 (0 - 2)                       | RKC Waalwijk                                                        | Selectie FC Twente: |
| vrij. 27 november 2020 Aanvangstijd: 20:00 uur Plaats: Enschede De Grolsch Veste Toeschouwers: 0 Scheidsrechter: Richard Martens |                                                                           | 0 - 1 0 - 2                         | 22' Cyril Ngonge 30' Finn Stokkers                                  | |
| - Gele kaarten: Pleguezuelo (63'), Zerrouki (67'), Pierie (76'), Černý (90') - Assists: – |                                                                           |                                     |                                                                     | |
| 11e speelronde | AFC Ajax                                                                  | 1 - 2 (0 - 1)                       | FC Twente                                                           | Selectie FC Twente: |
| za. 5 december 2020 Aanvangstijd: 20:00 uur Plaats: Amsterdam Johan Cruijff ArenA Toeschouwers: 0 Scheidsrechter: Allard Lindhout | Dušan Tadić (p) 59'                                                       | 0 - 1 1 - 1 1 - 2                   | 22' Queensy Menig 84' Queensy Menig                                 | |
| - Gele kaarten: – - Assists: Pleguezuelo, Brama |                                                                           |                                     |                                                                     | |
| 12e speelronde | FC Twente                                                                 | 1 - 3 (0 - 2)                       | AZ                                                                  | Selectie FC Twente: |
| zo. 13 december 2020 Aanvangstijd: 20:00 uur Plaats: Enschede De Grolsch Veste Toeschouwers: 0 Scheidsrechter: Danny Makkelie | Danilo (p.) 73'                                                           | 0 - 1 0 - 2 1 - 2 1 - 3             | 34' Teun Koopmeiners (p) 43' Yukinari Sugawara 90' Teun Koopmeiners | |
| - Gele kaarten: Drommel (33'), Danilo (90') - Jayden Oosterwolde kreeg in de 89e minuut een rode kaart wegens shirttrekken bij de doorgebroken Zakaria Aboukhlal. Deze rode kaart werd door de KNVB geseponeerd. - Assists: –                                      |                                                                           |                                     |                                                                     | |
| 13e speelronde | VVV-Venlo                                                                 | 1 - 2 (0 - 1)                       | FC Twente                                                           | Selectie FC Twente: |
| za. 19 december 2020 Aanvangstijd: 18:45 uur Plaats: Venlo Covebo Stadion - De Koel - Toeschouwers: 0 Scheidsrechter: Serdar Gözübüyük | Evert Linthorst 70'                                                       | 0 - 1 0 - 2 1 - 2                   | 27' Danilo 63' Luka Ilić                                            | |
| - Gele kaarten: Ilić (40'), Danilo (85') - Assists: Černý |                                                                           |                                     |                                                                     | |
| 14e speelronde | FC Twente                                                                 | 0 - 2 (0 - 1)                       | Sparta Rotterdam                                                    | Selectie FC Twente: |
| di. 22 december 2020 Aanvangstijd: 21:00 uur Plaats: Enschede De Grolsch Veste Toeschouwers: 0 Scheidsrechter: Martin van den Kerkhof |                                                                           | 0 - 1 0 - 2                         | 45' Mario Engels 67' Deroy Duarte                                   | |
| - Gele kaarten: Pierie (82') - Assists: – |                                                                           |                                     |                                                                     | |
| 15e speelronde | FC Emmen                                                                  | 1 - 4 (0 - 3)                       | FC Twente                                                           | Selectie FC Twente: |
| za. 9 januari 2021 Aanvangstijd: 18:45 uur Plaats: Emmen De Oude Meerdijk Toeschouwers: 0 Scheidsrechter: Allard Lindhout | Miguel Araujo 59'                                                         | 0 - 1 0 - 2 0 - 3 1 - 3 1 - 4       | 16' Václav Černý 33' Queensy Menig 42' Jesse Bosch 63' Václav Černý | |
| - Gele kaarten: Bosch (66') - Assists: Oosterwolde (2x), Černý, Danilo |                                                                           |                                     |                                                                     | |
| |                                                                           |                                     |                                                                     | |

ADO Den Haag ·
Ajax ·
AZ ·
FC Emmen ·
Feyenoord ·
Fortuna Sittard ·
FC Groningen ·
sc Heerenveen ·
Heracles Almelo ·
PEC Zwolle · 
PSV ·
RKC Waalwijk ·
Sparta Rotterdam ·
FC Twente ·
FC Utrecht ·
Vitesse ·
VVV-Venlo ·
Willem II